# I Liceum Ogólnokształcące im. Powstańców Śląskich w Rybniku
I Liceum Ogólnokształcące im. Powstańców Śląskich w Rybniku – publiczna szkoła średnia, najstarsza szkoła średnia na ziemi rybnickiej. Od kilkunastu lat szkoła jest członkiem Towarzystwa Szkół Twórczych.

## Historia szkoły

### Królewskie Gimnazjum w Rybniku
Pierwsze gimnazjum w Rybniku powstało w 1908 z działającej już wcześniej w mieście szkoły męskiej. Obecny budynek przy ul. Kościuszki wzniesiono w 1911. W tym okresie Rybnik liczył sobie prawie 12 tysięcy mieszkańców i dzięki rozwojowi przemysłu oraz górnictwa węgla kamiennego w regionie był prężnie rozwijającym się ośrodkiem miejskim. W 1914 przyznano szkole pełne prawa, zaś w 1917 ministerstwo oświaty zawarło umowę z władzami miasta w celu rozbudowy gimnazjum. W 1919 do programu nauczania jako przedmiot nadobowiązkowy został wprowadzony język polski, co świadczy o tym, że Niemcy poważnie liczyli się z opinią polską na Śląsku. Liczba uczniów wynosiła wówczas ok. 250.

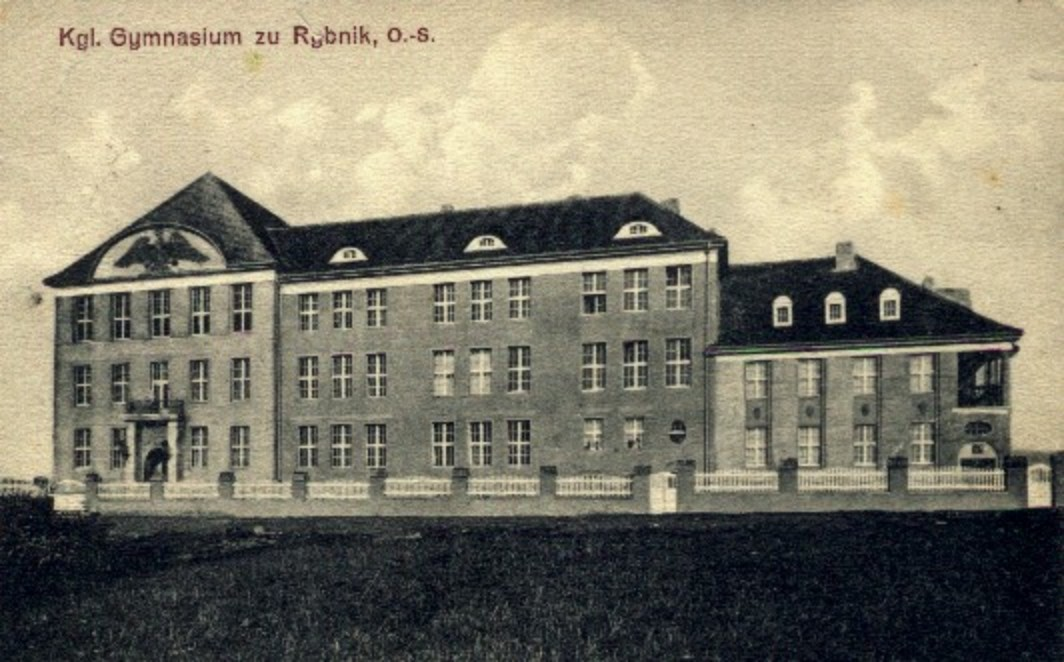
Królewskie Pruskie Gimnazjum w Rybniku (pocztówka z lat 20.)

### Gimnazjum Polskie
W czasie drugiego powstania śląskiego budynek szkoły został mocno zniszczony na skutek wysadzenia przez powstańców na rybnickim dworcu pociągu z amunicją. Eksplozja ta była tak silna, że w całym mieście popękały szyby.
W 1922 wraz z przejęciem przez Polskę terenów plebiscytowych rozpoczyna się nowy okres w historii szkoły. Z polecenia Wydziału Oświecenia Publicznego 5 lipca 1922 ks. Józef Okrent przejął szkołę od dotychczasowego dyrektora prof. Segersa. Pod koniec sierpnia 1922 szkołę przejął mianowany na stanowisko dyrektora ks. dr Stefan Siwiec. W roku szkolnym 1922/23 postanowiono w gimnazjum utworzyć klasy od I do VIII. Pierwsza polska matura odbyła się w czerwcu 1923, przystąpiło tylko dwóch abiturientów: Bolesław Kominek oraz Emil Otawa z Pszowa.
W latach 1935–1937 liczba uczniów wzrosła do ok. 700. Pociągnęło to za sobą konieczność powiększenia grona nauczycielskiego z 23 do 30 osób. W tym 1937 wprowadzono kodeks uczniowski, powstała biblioteka szkolna, drużyna harcerska oraz szkolne czasopisma „Zew Młodzieży” oraz „Jutrzenka”.

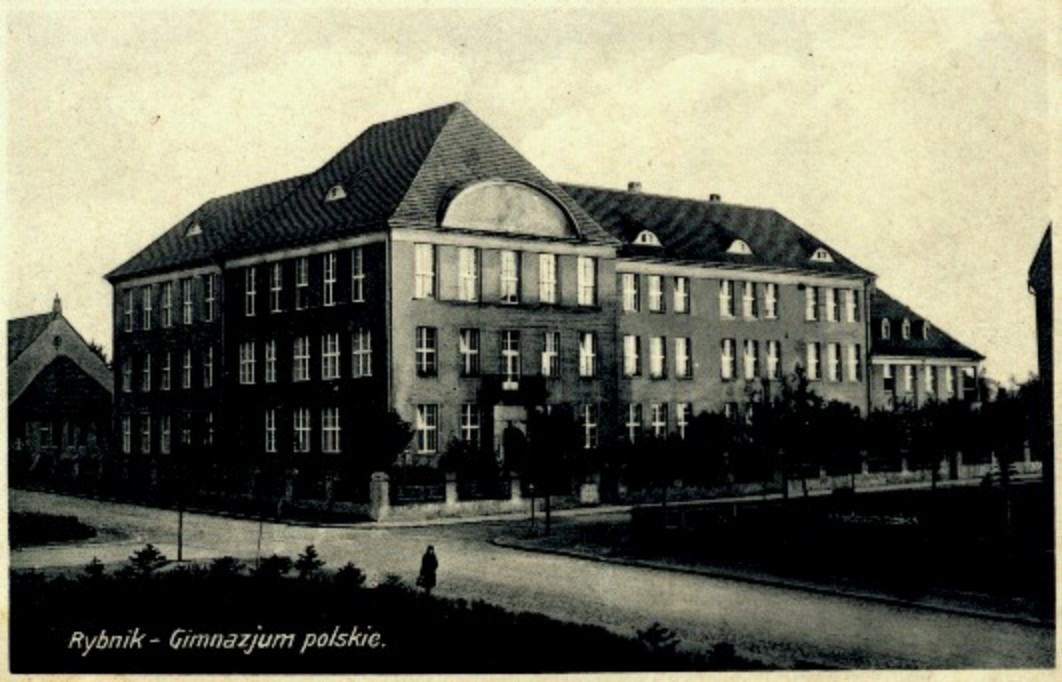
Gimnazjum Polskie w Rybniku (pocztówka z lat 30.)

### II wojna światowa
W 1939 budynek szkoły został przekształcony w siedzibę policji, później otworzono w nim szkołę niemiecką. W 1945 urządzono w nim szpital wojskowy niemiecki. Po wyzwoleniu Rybnika umieszczono w nim radziecki obóz etapowy dla Ukraińców wracających z Niemiec. Budynek został ogołocony ze sprzętu i uległ znacznemu uszkodzeniu.
W czasie wojny ucierpieli też nauczyciele i wychowankowie szkoły. Wielu poległo na polach bitew lub zginęło w obozach śmierci. Ich pamięci poświęcona jest umieszczona wewnątrz szkoły marmurowa tablica.

### Okres powojenny
W roku szkolnym 1945/46 zmieniono status szkoły na liceum. Przyjęto także więcej uczniów, 978, w tym 256 dziewcząt. To sprawiło, że szkoła zaczęła się w szybkim tempie odradzać, by w 1947 doczekać się 25-lecia istnienia.
W 1952 kierownictwo szkoły objął dyrektor Jan Drozdowski. 10 listopada 1958, na wniosek prof. Wandy Różańskiej, liceum otrzymało imię Powstańców Śląskich. Po śmierci Jana Drozdowskiego, stanowisko dyrektora I Liceum Ogólnokształcącego objęła mgr Barbara Ostroga.

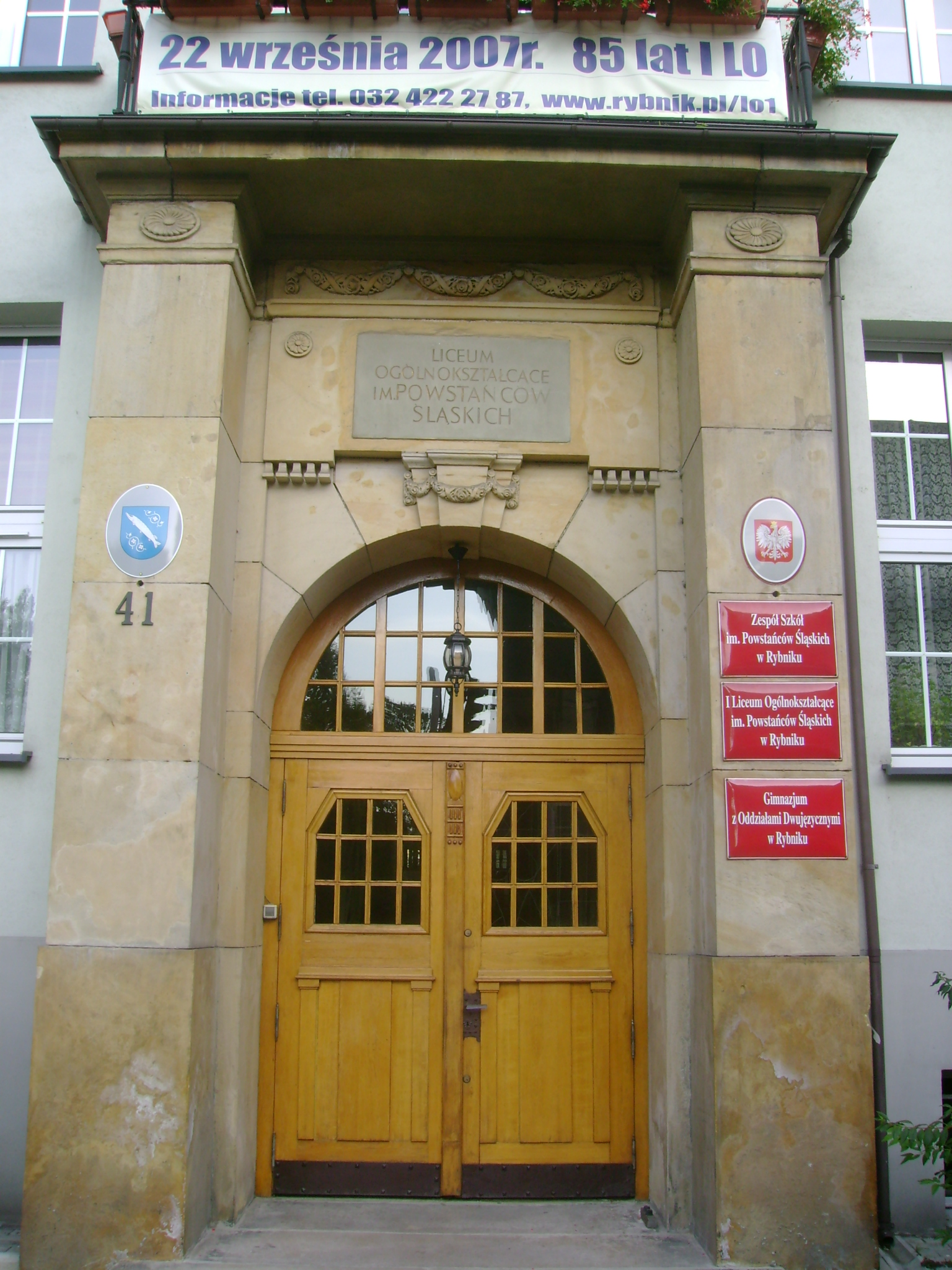
Portal budynku I LO (widok współczesny)

### Lata siedemdziesiąte
W dniach 19–21 października 1972 odbyły się uroczystości 50-lecia szkoły. W 1974 pojawiły się pierwsze powojenne egzemplarze szkolnego pisma „Jutrzenka”, redagowanego przez zespół uczniów koła historycznego prof. Tadeusza Kucharczaka.

### Lata osiemdziesiąte
23 stycznia 1981 z niewyjaśnionych dotąd przyczyn, wybuchł pożar na strychu szkolnym. Spalił się dach i pomieszczenia na trzeciej kondygnacji. Ewakuacja przebiegła sprawnie, nikt nie zginął. Do 27 czerwca młodzież uczyła się w drugim rybnickim liceum na drugą zmianę. Maturę pisemną 11–12 maja zdawano w salach Teatru Ziemi Rybnickiej, a ustne egzaminy przeprowadzono w odbudowanej części szkoły. W nowym roku szkolnym 1981/82 zajęcia odbywały się na dwie zmiany w wyremontowanych pomieszczeniach. Jednocześnie trwały prace budowlane.
14 października 1981 przechodząca na emeryturę mgr Barbara Ostroga przekazała stanowisko dyrektora liceum mgr Edycie Korepcie.
2 września 1985 szkoła przystąpiła do Krajowego Zespołu Szkół Twórczych, a następnie 13 października 1986 została włączona do Klubu Przodujących Szkół.
W 1987 mgr J. Wystub założyła Chór Muzyki Dawnej oraz kwartet akordeonowy, a mgr Lidia Marszolik – Chór Żeński „Bel Canto”.

### Lata dziewięćdziesiąte
Z końcem lipca 1991 przeszła na emeryturę dyrektor Korepta, a jej miejsce zajęła mgr Janina Wystub. Ważnym wydarzeniem w szkole był jej jubileusz 70-lecia obchodzony 26 września 1992, podczas którego poświęcona została szkolna biblioteka. Nadano jej imię profesora Alojzego Mańki. 31 sierpnia 1996, po 5 latach, zakończyła się kadencja dyrektor mgr Janiny Wystub i we wrześniu, jako 12. dyrektor, jej funkcję przejął na rok mgr Zbigniew Tomala. Od 1997 funkcję dyrektora pełni mgr Tadeusz Chrószcz.

## Szkoła obecnie

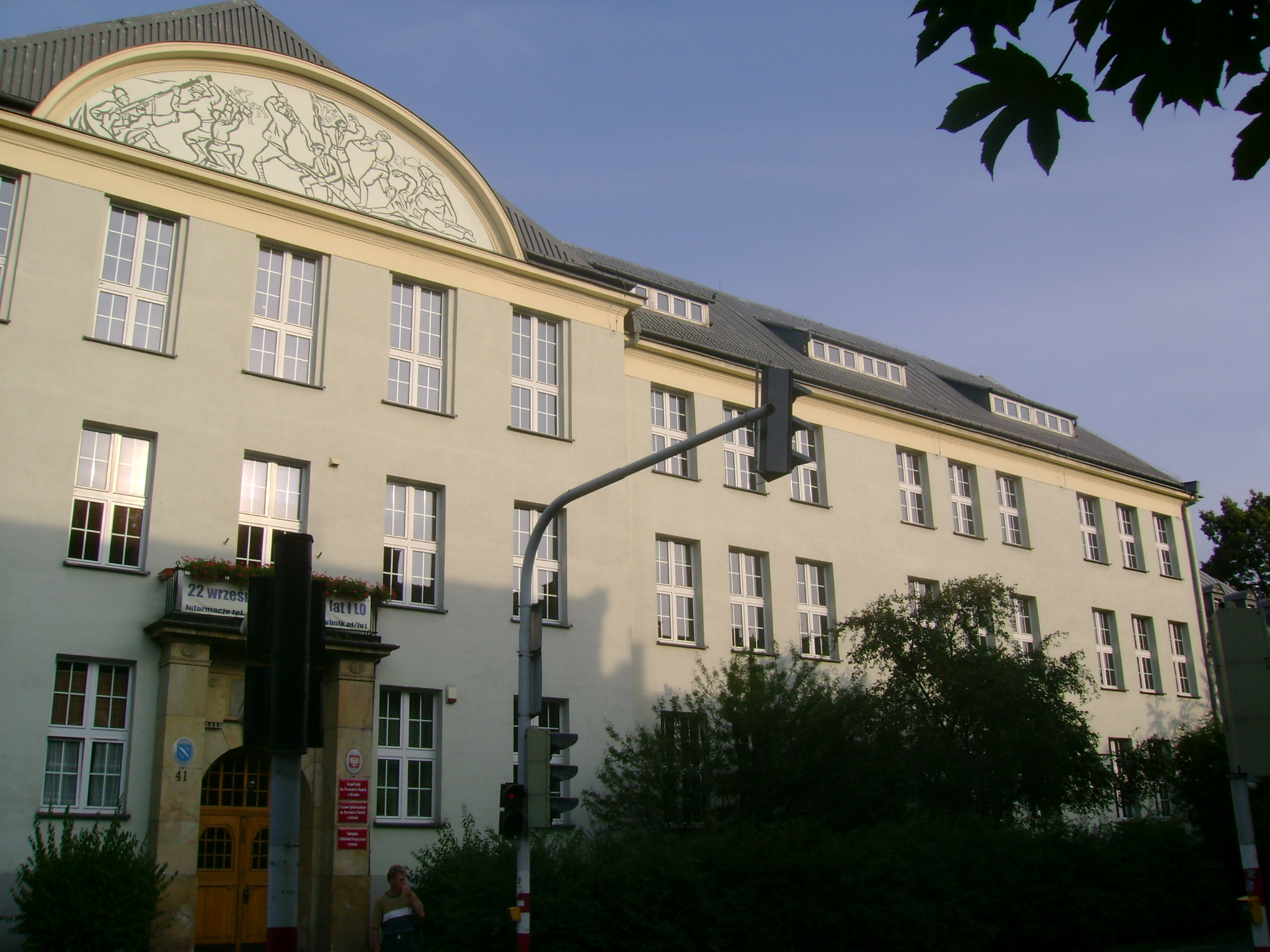
Budynek I LO (widok obecny)

W 2002 szkoła znalazła się na 36 miejscu w kraju (4 w woj. śląskim). W ubiegłych latach szkoła także zajmowała miejsca w czołówce województwa śląskiego, a w ROW-ie ulegała tylko II LO w Rybniku. Według rankingu szkół średnich Perspektywy 2011 – I LO w Rybniku jest 6. szkołą w woj. śląskim i pierwszą w okręgu rybnickim.
Uczniowie bardzo dobrze zdają egzaminy dojrzałości – szkoła od lat zajmuje miejsca w czołówce pod względem wyników pisemnych egzaminów dojrzałości wśród szkół podległych Delegaturze Kuratorium Oświaty w Rybniku. Dzięki umowie z Politechniką Śląską istnieje możliwość zdawania egzaminu dojrzałości połączonego z egzaminem wstępnym na ww. uczelnię.
W szkole realizowany jest program DELF – zwiększona liczba godzin języka francuskiego oraz autorski program EWOK – Elementy Wiedzy o Kulturze. Szczególnie zdolni uczniowie objęci są Indywidualnym Tokiem Nauczania.
W 2025 budynek liceum wpisano do rejestru zabytków (nr rej. A/1559/25 z 14 maja 2025).

## Dyrektorzy
- dr Wahner (od powstania gimnazjum w 1910–?)
- dr Münzer (dyrektor do końca 1921)
- prof. Segers (do 5 VII 1922)
- ks. dr Stefan Siwiec (5 VII 1922 – 22 V 1929)
- Piotr Kondziela (22 V 1929 – 1933)
- Stanisław Zdąbłasz (1933–1937)
- Jan Kotajny (1937–1938)
- dr Stanisław Kasztelowicz (1938–1939)
- Florian Nowak (1939)
- Edward Szymański (1945–1952)
- Jan Drozdowski (1952–1959)
- mgr Barbara Ostroga (1959–1981)
- dr Edyta Korepta (1981–1991)
- mgr Janina Wystub (1991–1996)
- mgr Zbigniew Tomala (1996–1997)
- mgr Tadeusz Chrószcz (1997 – nadal)

## Znani pedagodzy
- dr Edyta Korepta

- Innocenty Libura
- hm. Tadeusz Maresz
- prof. dr hab. Kazimierz Popiołek

## Wybrani absolwenci
Duchowni
- ks. bp Joseph Ferche (matura 1907)
- ks. bp Józef Gawlina (1914)
- ks. kard. Bolesław Kominek (1923)
- ks. dr Rudolf Adamczyk (1924)
- ks. abp dr Damian Zimoń (1952)
- ks. dr hab. Antoni Reginek (1965)

Muzycy
- prof. Lidia Grychtołówna (1947)
- prof. Jan Szyrocki (1950)
- prof. Piotr Paleczny (1965)
- Sławomir Chrzanowski (1980), dyrygent
- Daniel Kaczmarczyk, ps. art. DKA (2000), raper

Pisarze
- Wilhelm Szewczyk (1935)

Inni
- mjr Dominik Ździebło (1933)
- prof. Józef Lepiarczyk (1935)
- Wojciech Czech (1962), Wojewoda Katowicki
- Dariusz Pawelec (1983), literaturoznawca[3]
- Piotr Kuczera (1996), Prezydent Miasta Rybnika

Polegli i zginęli w II wojnie światowej
- Rudolf Stork (1934)
- Gerard Malcher (1938)